# 车轴山中学
河北丰润车轴山中学位于中国河北省唐山市丰润区任各庄镇车轴山南麓，其历史可追溯至1903年创建的遵化州官立中学堂。校园占地面积308亩，总建筑面积约10万平方米。

## 历史沿革
车轴山中学肇始于1903年由丰润、玉田、遵化三县合办的遵化州官立中学堂。1912年独立为“丰润预备中学”，次年定名“丰润县中学校”，初设于丰润县城东街，1914年迁至车轴山现址，沿用“丰润中学校”之名，而民间习称“车轴山中学”。抗日战争爆发后，学校于1940年迁回丰润县城，后因战乱停办。1951年在车轴山原址复校，1954年更名为“丰润县第一初级中学”，次年改称“丰润县第二初级中学”，1956年增设高中班。1958年丰润县划归唐山市管辖，易名“河北唐山第二十四中学”，1960年被定为河北省重点中学。此后校名几经变动，1966年更名为“东方红中学”，1969年改为“丰润县五七专业学校”，1975年转设“五七大学附属中学”，1978年恢复“丰润县车轴山中学”。1984年确立现名“河北丰润车轴山中学”。2019年，车轴山中学进行翻新改造。

## 校园
车轴山中学现存历史建筑有大门、六角亭、业务处室、校长室、展览室、图书馆和教室等，原布局为以车轴山巅的寿峰寺无梁阁为起点，沿中轴线向南建设，具有欧式建筑风格。2001年2月7日，以“车轴山中学原校址”的名称公布为第四批河北省文物保护单位；2006年5月25日，以“丰润中学校旧址”的名称公布为第六批全国重点文物保护单位。